# Ben Wallace (Politiker)

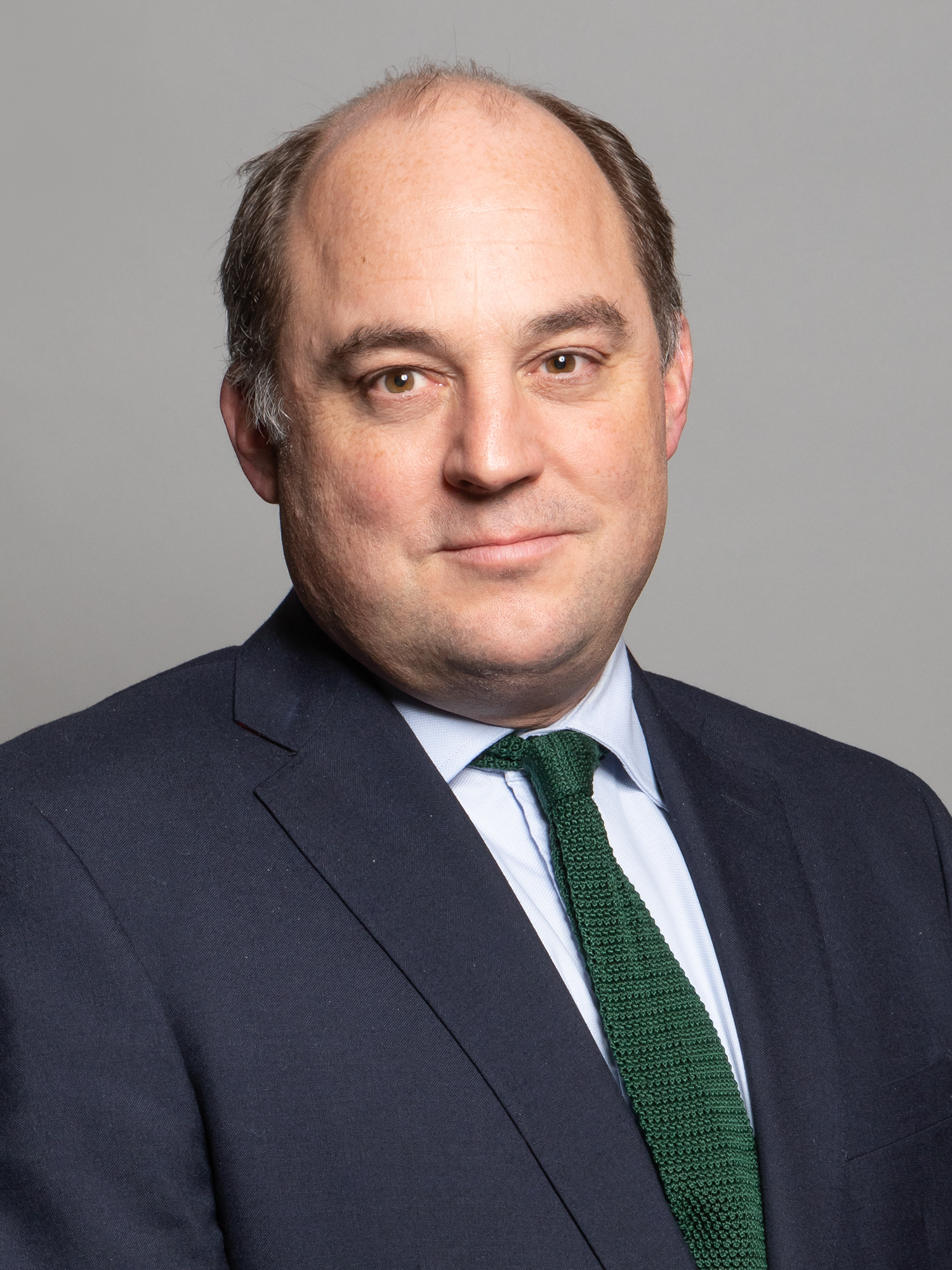
Ben Wallace (2020)

Sir Robert Ben Lobban Wallace KCB (* 15. Mai 1970 in London) ist ein britischer Politiker und Mitglied der Conservative Party. Von 2005 bis 2024 war er Abgeordneter im britischen Parlament für Wyre und Preston North, zuvor Lancaster und Wyre. Seit dem 24. Juli 2019 war er britischer Verteidigungsminister in den Kabinetten Johnson I, Johnson II, Truss und Sunak.
Er hat Mitte Juli 2023 angekündigt, bei der nächsten Parlamentswahl nicht mehr zu kandidieren. Am 31. August 2023 trat er als Verteidigungsminister zurück.

## Leben
Wallace, geboren als Sohn eines britischen Armeeangehörigen in Farnborough, London Borough of Bromley, besuchte die Millfield School in Somerset. Anschließend war er kurz als Skilehrer in Österreich tätig und ging dann an die Royal Military Academy Sandhurst. Er blieb bis 1998 bei der British Army. Wallace ist verheiratet und Vater dreier Kinder. Die Familie lebt nahe Lancaster. Er ist Mitglied der Royal Company of Archers.

## Schottisches Parlament
Erstmals trat Wallace bei den ersten schottischen Parlamentswahlen im Jahre 1999 zu Wahlen auf nationaler Ebene an. In seinem Wahlkreis West Aberdeenshire and Kincardine erhielt er die zweithöchste Stimmenanzahl hinter dem Liberaldemokraten Mike Rumbles und verpasste damit das Direktmandat des Wahlkreises. Da Wallace auch auf der Regionalwahlliste der Conservative Party für die Wahlregion North East Scotland stand, zog er infolge des Wahlergebnisses als einer von sieben Vertretern der Wahlregion in das neugeschaffene Schottische Parlament ein. Zum Ende der Legislaturperiode schied er aus dem Parlament aus. Zur Parlamentswahl 2003 kandidierte sein Parteikollege David Davidson im Wahlkreis West Aberdeenshire and Kincardine.

## Britisches Unterhaus
Wallace war von 2003 bis 2005 für das Rüstungsunternehmen QinetiQ tätig. Bei der Unterhauswahlen 2005 kandidierte Wallace im englischen Wahlkreis Lancaster and Wyre. Er errang das Direktmandat und zog erstmals in das britische Unterhaus ein. Im Zuge der Wahlkreisreform wurde sein Wahlkreis vor der Unterhauswahl 2010 aufgelöst, woraufhin Wallace für den englischen Wahlkreis Wyre and Preston North antrat. Abermals errang er das Direktmandat.

## Kontroversen
Ben Wallace trat nach dem Rücktritt von Theresa May bei der Suche nach einem Kandidaten für das Amt des Premierministers als Unterstützer von Boris Johnson auf. Wallace geriet in die Kritik, als er in der Endphase des Auswahlverfahrens zwischen Johnson und Jeremy Hunt Mitte Juni 2019 die Nachbarn Johnsons, die wegen einer lautstarken Auseinandersetzung die Polizei zu Johnson gerufen und später die Presse informiert hatten, öffentlich per Tweet als „linksgerichtet“ beschimpft hatte.

## Auszeichnungen
- Knight Commander des Order of the Bath (4. Juli 2024)[11]
- General Service Medal  mit Spangen Northern Ireland und Mentioned in Despatches
- Queen Elizabeth II Diamond Jubilee Medal
- Ehrenkreuz des estnischen Verteidigungsministeriums, I. Klasse[12]
- Orden des Fürsten Jaroslaw des Weisen, II. Klasse[13]